# Parafia św. Floriana i św. Urszuli w Wilkowie
Parafia Świętego Floriana i Świętej Urszuli w Wilkowie – parafia rzymskokatolicka w Wilkowie, należąca do archidiecezji lubelskiej i dekanatu Kazimierz Dolny. Została erygowana w 1325. 
Funkcję proboszcza od 2010 pełni ks. Zbigniew Szumiło.
Kościół parafialny św. Floriana i św. Urszuli został ufundowany w 1625 przez rodzinę Głuskich, ówczesnych właścicieli Wilkowa. Był kilkakrotnie restaurowany, a obecny kształt nadano mu w 2. połowie XIX wieku. Kościół posiada cechy renesansu lubelskiego.

## Zasięg parafii
Do parafii należą wierni z miejscowości: Dobre, Kąty, Kępa Chotecka, Kłodnica, Machów, Podgórz, Polanówka, Rogów, Szczekarków-Kolonia, Szczekarków, Szkuciska, Urządków, Wilków-Kolonia, Wilków, Wólka, Zagajdzie, Zarudki, Zastów Karczmiski, Zastów Polanowski. 